# Angical do Piauí
Angical do Piauí är en kommun i Brasilien.   Den ligger i delstaten Piauí, i den östra delen av landet, 1 200 km nordost om huvudstaden Brasília. Antalet invånare är 6 670.
Omgivningarna runt Angical do Piauí är huvudsakligen savann. Runt Angical do Piauí är det glesbefolkat, med 8 invånare per kvadratkilometer.